# Miejsca kultu w Chropaczowie
Miejsca kultu w Chropaczowie, dzielnicy Świętochłowic.

## Krzyż przy ulicy Kościelnej
Krzyż kamienny Męki Pańskiej ufundowany przez Monikę i Józefa Kosturów. Krzyż znajduje się w strzelistej kapliczce pomiędzy dwoma kamienicami na ul. Kościelnej nr 29/31. Koło tego krzyża przemierzali codziennie robotnicy Huty Guidotto. Kapliczkę z krzyżem wybudowano w 1899 roku. Na stulecie tego faktu staraniem ks. proboszcza Jana Gacki i opiekującej się tym zabytkiem pani Krystyny Schmidt, świętochłowickie MPGK przeprowadził remont kopuły i podłoża tej kapliczki. Po tych pracach krzyż uroczyście poświęcono. Krzyż zapisany jest w rejestrze zabytków.

## Inne krzyże
Oprócz wyżej opisanego zabytkowego krzyża nie mniej wiekowy jest krzyż przy kaplicy cmentarnej. Prawdopodobnie jest tak stary jak cmentarz. Następny krzyż tzw. Misyjny jest na początku cmentarza. Na ul. Górnej znajduje się także następny krzyż.

## Kapliczka przy ulicy Łagiewnickiej 10
Najstarszym zachowanym do dzisiaj obiektem sakralnym jest kapliczka ufundowana przez górnika Johanna Tomitzeka. Zastąpiła ona będący tam do tej pory krzyż z figurą św. Jana Nepomucena. Powstała około 1860 roku, przy obecnej ul. Łagiewnickiej 10. Figura św. Jana Nepomucena zaginęła w latach 70. XX wieku w nie wyjaśnionych okolicznościach. Do chwili obecnej w kapliczce jest figura Matki Boskiej z Dzieciątkiem Jezus.

## Nieistniejąca kapliczka przy ul. Łagiewnickiej 45 i kapliczka przy ul. Bieszczadzkiej
Na drugim końcu ówczesnego Chropaczowa Stefan Schibelok funduje obok domu niegdysiejszego naczelnika gminy Josefa Schliwy, przy obecnej ulicy Łagiewnickiej 45 drugą kapliczkę z figurą Matki Boskiej. Z ustnych przekazów wynika, że było to wotum mieszkańców przed ocaleniem od zarazy. Kapliczka z sygnaturką, która oznajmiała chwile radosne jak i smutne w życiu mieszkańców. Tu zatrzymywały się pielgrzymki w drodze do piekarskiego sanktuarium oraz procesje Bożego Ciała. Tu również modlili się mieszkańcy, bo kościoły były w znacznej odległości od wsi. Na skutek wypadku drogowego 18 lipca 1993 roku kapliczka został całkowicie zniszczona. Ks. proboszcz Jan Gacka zwrócił się wtedy do Urzędu Miejskiego z prośbą o zezwolenie na wybudowanie nowej kapliczki przy ul. Bieszczadzkiej. Po uzyskaniu zgody i wybudowaniu nowej kapliczki 6 października ks. bp Gerard Bernacki poświęcił to miejsce.

## Galeria

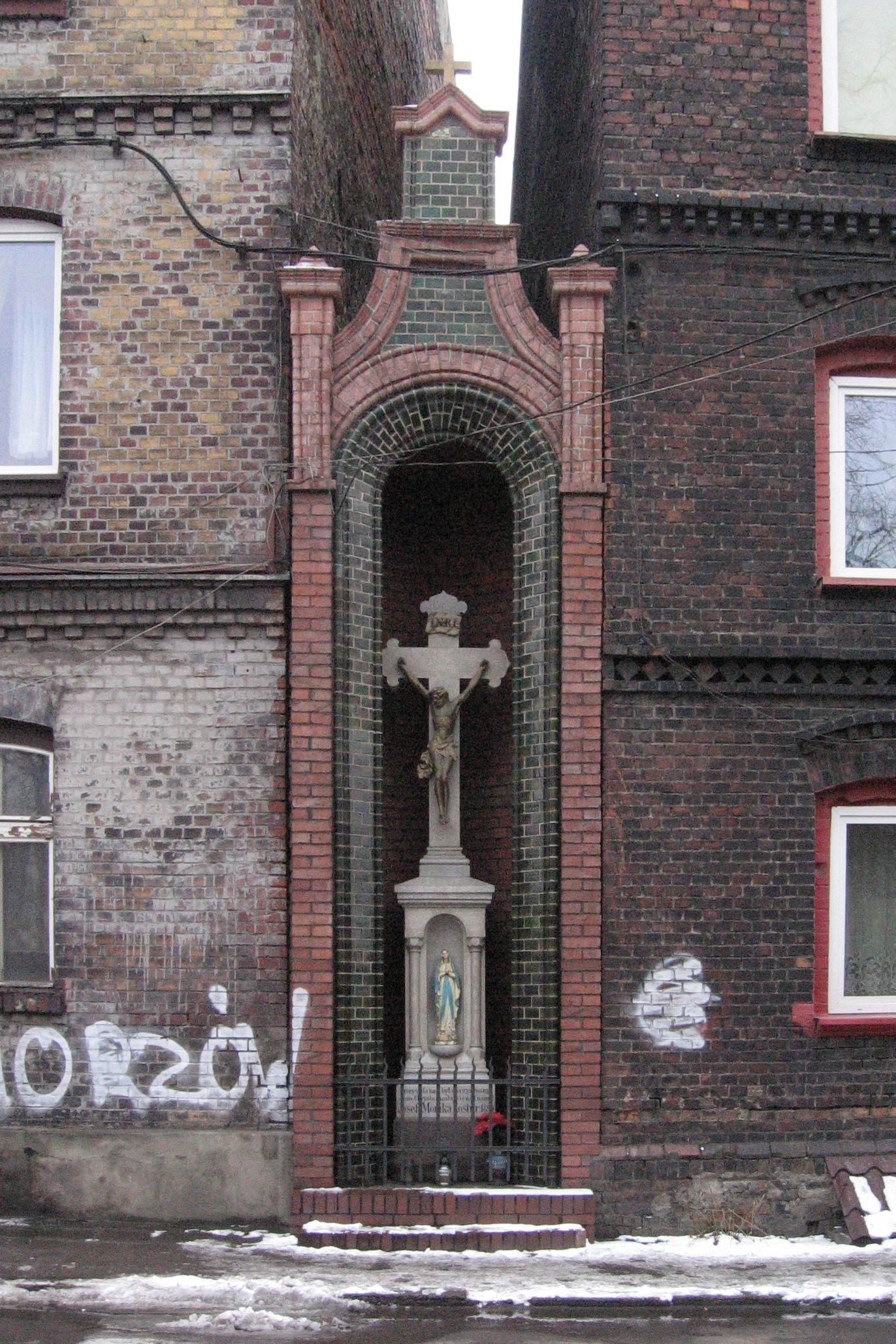
Krzyż Męki Pańskiej
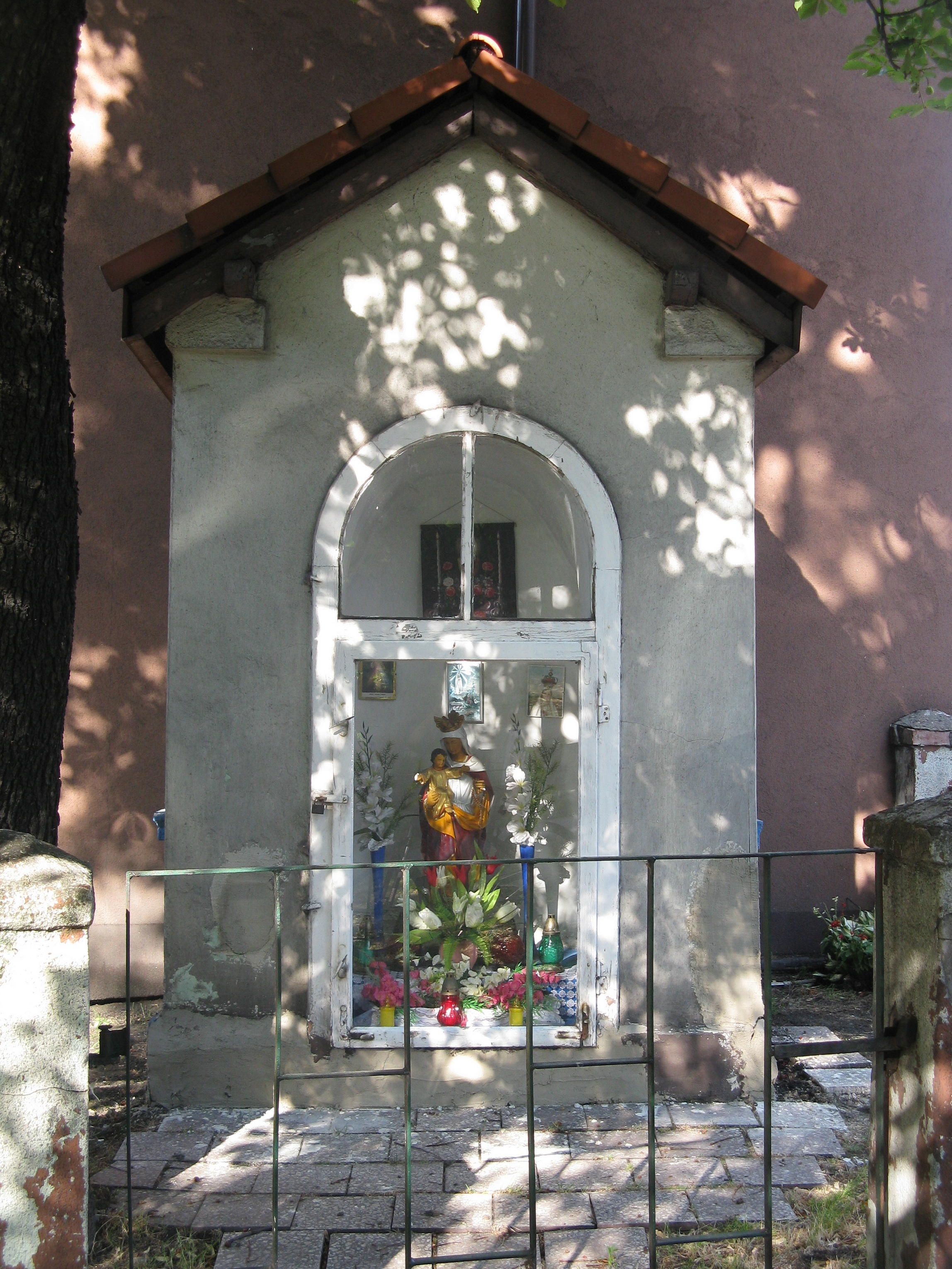
Kapliczka przy ul. Łagiewnickiej 10
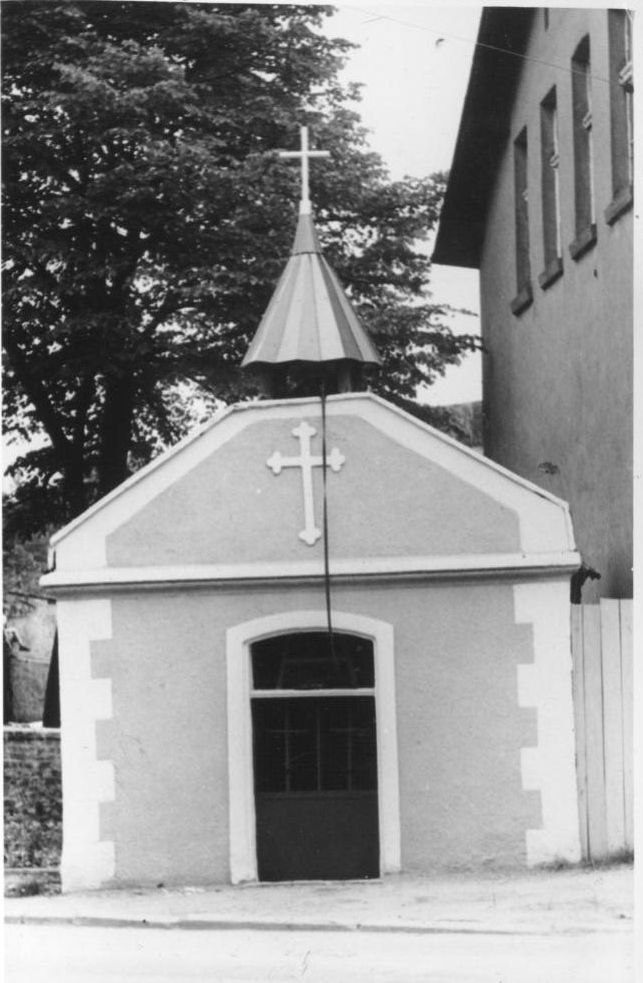
Nieistniejąca kapliczka przy ul. Łagiewnickiej 45
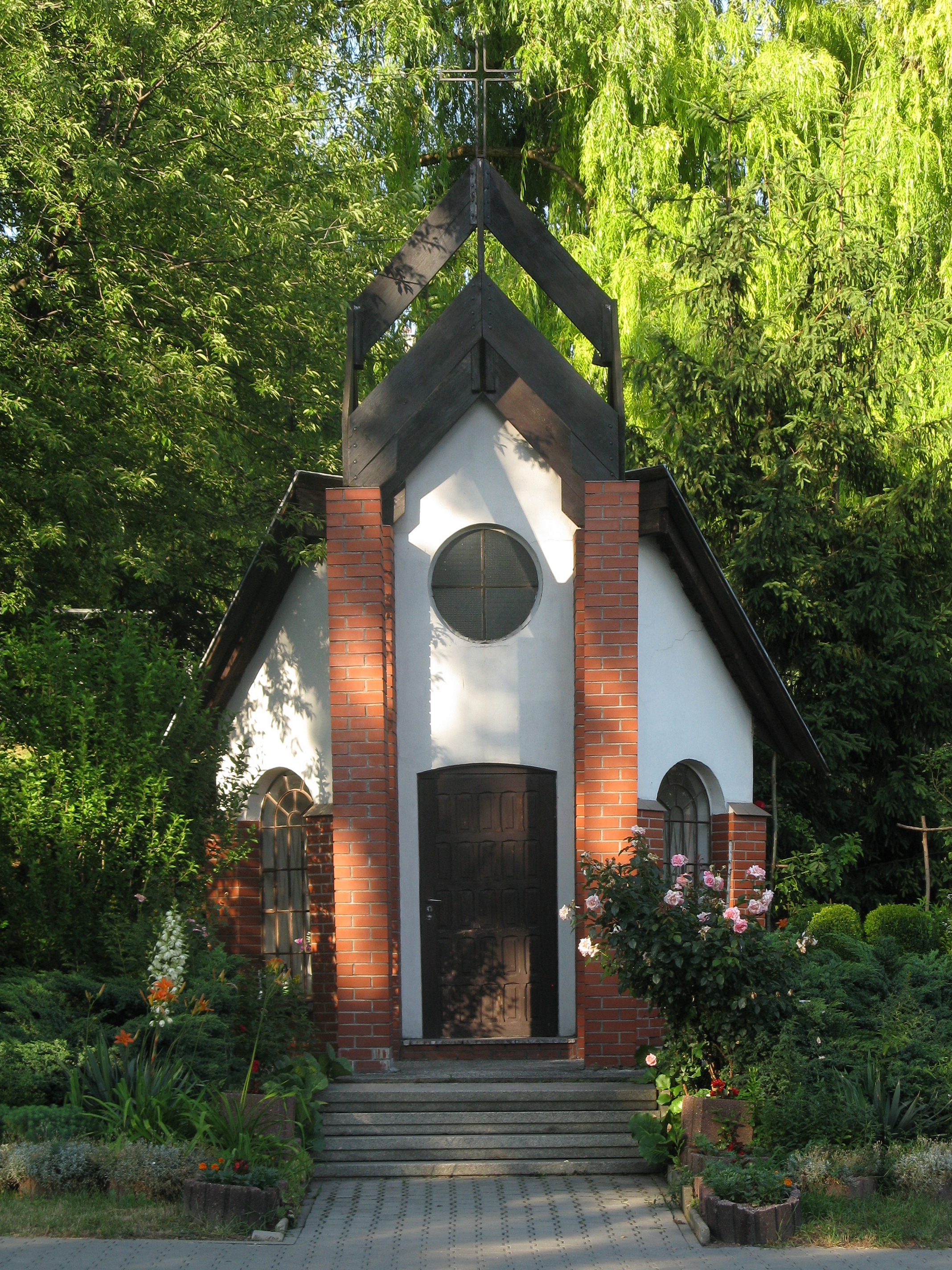
Kapliczka przy ul. Bieszczadzkiej